# Königstor (Nürnberg)

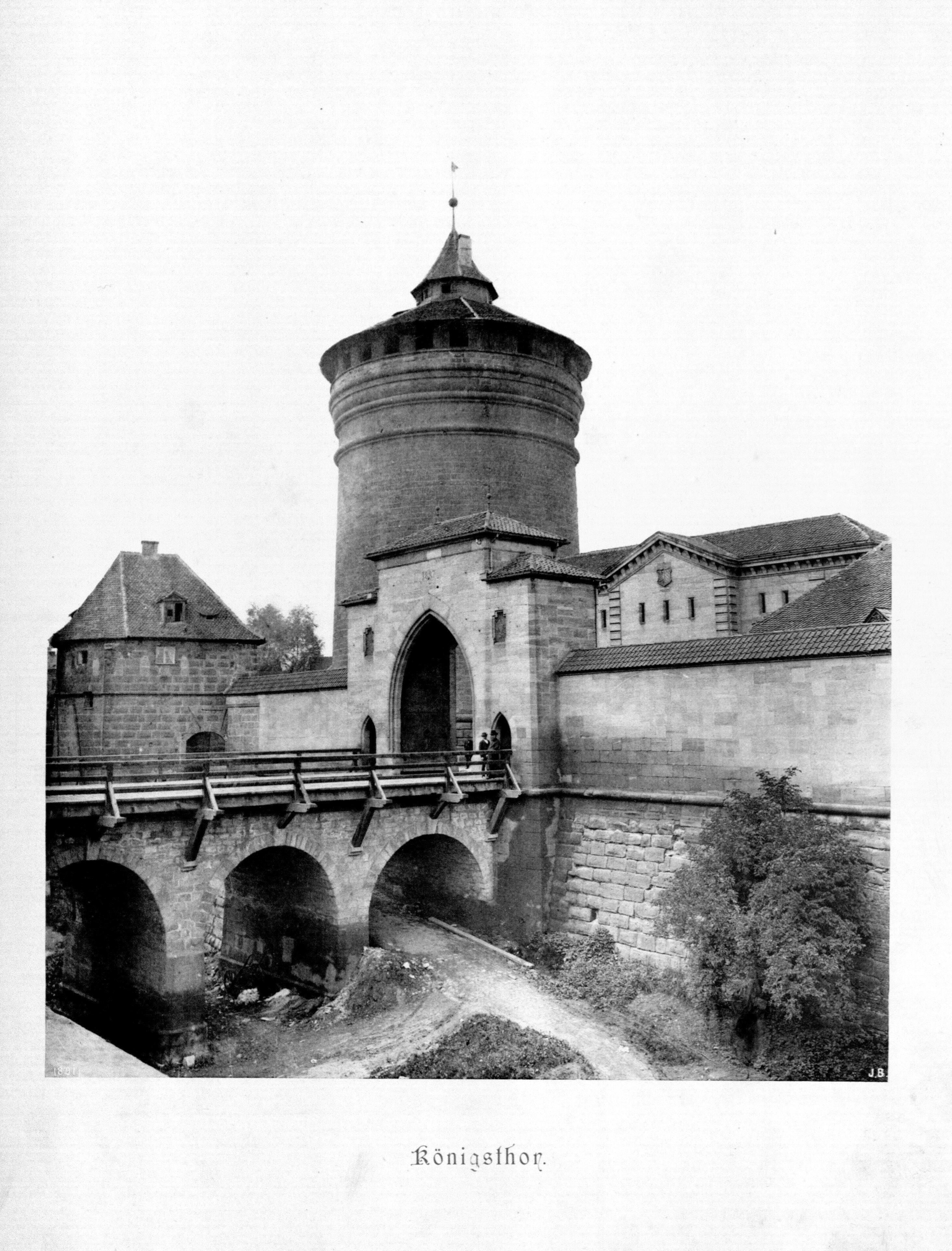
Das Königstor, 1891

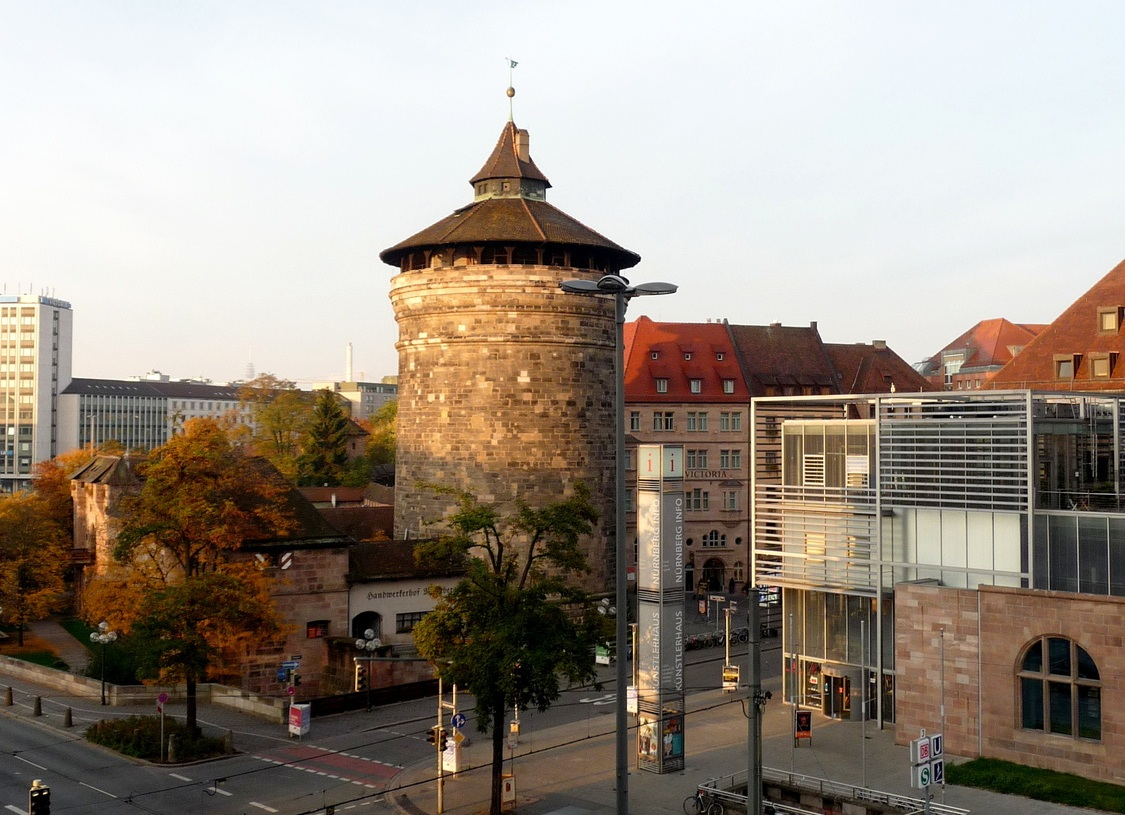
Das Königstor mit dem Frauentorturm, 2010

Das Königstor war ein Tor durch die Nürnberger Stadtmauer und ist heute einer der Hauptzugänge zur südlichen Nürnberger Altstadt.
Nach Bau des Hauptbahnhofs im Südosten der Altstadt wurde zusätzlich zum Frauentor eine weitere Torausfahrt durch die Nürnberger Stadtmauer nötig. 1849 wurde zwischen dem Frauentorturm und dem Salzstadel, auf dessen Grundstück in den 1900er Jahren das Künstlerhaus Nürnberg errichtet wurde, nach den Plänen von Bernhard Solger ein neugotischer Torbau fertiggestellt und nach der Königsstraße benannt. Dem wachsenden Verkehr war das Tor schon bald nicht mehr gewachsen und wurde 1892 wieder abgerissen.
Der Mauerbereich zwischen Marientor und Königstor heißt Königstormauer. Danach wurden die innerhalb der Stadtmauer liegende Gasse Königstormauer und die außerhalb gelegene Hauptverkehrsstraße Königstorgraben benannt, die in den Bahnhofsplatz mündet.
Als Königstorpassage bezeichnet man die 1960 erbaute Unterführung zum Hauptbahnhof mit Zugang zur Straßenbahnstation, die im Zuge des U-Bahnbaus als Verteilergeschoss für dieselbe und verschiedenen Läden erweitert wurde. 